# Abdelkader Djemaï
Pour les articles homonymes, voir Djemaï.
 (décembre 2013).
Si vous disposez d'ouvrages ou d'articles de référence ou si vous connaissez des sites web de qualité traitant du thème abordé ici, merci de compléter l'article en donnant les références utiles à sa vérifiabilité et en les liant à la section « Notes et références ».
Abdelkader Djemaï (en arabe : عبد القادر الجمعي), né le 16 novembre 1948 à Oran, est un écrivain algérien qui vit en France depuis 1993.

## Biographie
De parents analphabètes, Abdelkader Djemaï est né à Oran le 16 novembre 1948, dans une famille d’origine modeste. C’est un livre de la Bibliothèque verte lu à l’âge de dix ans qui lui donna le goût de la lecture et l’envie d’écrire. Découvrant aussi « les trésors des dictionnaires qu'il continue d'ouvrir avec gourmandise », il écrivit, à l’adolescence, ses premiers textes littéraires et collabora, en 1966-67 au journal La République d’Oran dont il rejoignit la rédaction en 1970 après avoir enseigné durant deux ans dans une école primaire. Il exerça le métier de journaliste jusqu'en 1993. Son premier roman Saison de pierres parut en 1986 en Algérie (SNED) suivi, en 1991, par Mémoires de Nègre (ENAL). En 1993, il quitta l’Algérie pour Paris où il publie de nombreux romans, récits, de livres de voyage dont plusieurs en collaboration avec des photographes (Philippe Dupuich, Jean-André Bertozzi, Philippe Lafond). Plusieurs de ses écrits ont été récompensés par un prix littéraire. 
Il a également publié de nombreux textes et nouvelles dans des revues et dans des recueils collectifs. Certains de ses romans ont été adaptés pour le théâtre (Un été de cendres, 31, rue de l’Aigle sous le titre L’Affaire RD, Gare du Nord sous celui de Bonbon, Bartolo et Zalamite) ou donnés en lecture-spectacle (Un été de cendres en 1995 au festival d’Avignon avec Catherine Hiegel, Matisse à Tanger, adaptée de Zohra sur la terrasse, avec le comédien Daniel Crumb. Il est également l’auteur de cinq pièces radiophoniques diffusées dans l’émission « Les Petits polars de Sophie » sur France Bleu. Il a aussi écrit des pièces en arabe dialectal comme Hab el Moulouk Fi Tarik el Harb, montée par le Théâtre régional d’Oran.
Il anime régulièrement des ateliers d'écriture, en France et à l’étranger, dans différents établissements scolaires, dans des médiathèques et en milieu associatif ou carcéral. Il participe à des animations et donne des conférences dans les instituts et les Alliances françaises à l’étranger.
Il participe en octobre 2013 à un colloque au Sénat français sur l'islam des Lumières avec Malek Chebel, Reza, Olivier Weber, Gilles Kepel, Bariza Khiari, Tahar Ben Jelloun et Barmak Akram. Les intellectuels, écrivains et chercheurs présents se prononcent, malgré des menaces, en faveur d'un appel à la tolérance en matière de lecture d'exégèse de l'islam, contre les sectarismes.
Chevalier des Arts et Lettres, il est président du Prix Amerigo-Vespucci et ancien membre du Comité et de la Commission francophonie à la Société des Gens de Lettres.
Il considère que l'écriture est « un métier artisanal, il s'agit d'aller à l'essentiel, en tentant de proposer aux lecteurs des textes clairs, limpides et efficaces. » Pour lui, « un écrivain n'est pas un poisson qui vit dans un joli aquarium plein de couleurs et de plantes artificielles et à qui on jette des graines, c'est un poisson de rivière, d'oued, de fleuve, de mer et qui va chercher sa nourriture dans la réalité sociale, dans le quotidien des rues, des personnes, des familles. Il doit aussi se nourrir de l'Histoire en interrogeant les mémoires et les événements. »
Courts, structurés comme des tragédies, ses romans se préoccupent de l’homme au moment où sa vie bascule, où l’Histoire bascule. Djemaï ne recherche pas le spectaculaire. Il ancre ses romans dans une matérialité banale ou matérielle qui ne leur enlève pourtant pas une grande profondeur et une grande humanité. 
Ses premiers romans publiés en France, Un été de cendres (1995), Sable rouge (1996) et 31, rue de l’Aigle (1998) sont centrés sur l’histoire contemporaine violente de l’Algérie. S’éloignant volontairement du discours idéologique, ils ne sont pas exempts d’une certaine véhémence – Sable rouge évoque toutes les violences de la deuxième moitié du XXe siècle - guerres coloniale et intérieure, misère sociale et un tremblement de terre qui a détruit, par deux fois, la ville d’El Asnam. Mais l’ironie et le sens de la dérision lui permettent de ne pas sombrer dans le désespoir qu’une répétition de l’Histoire pourrait induire.

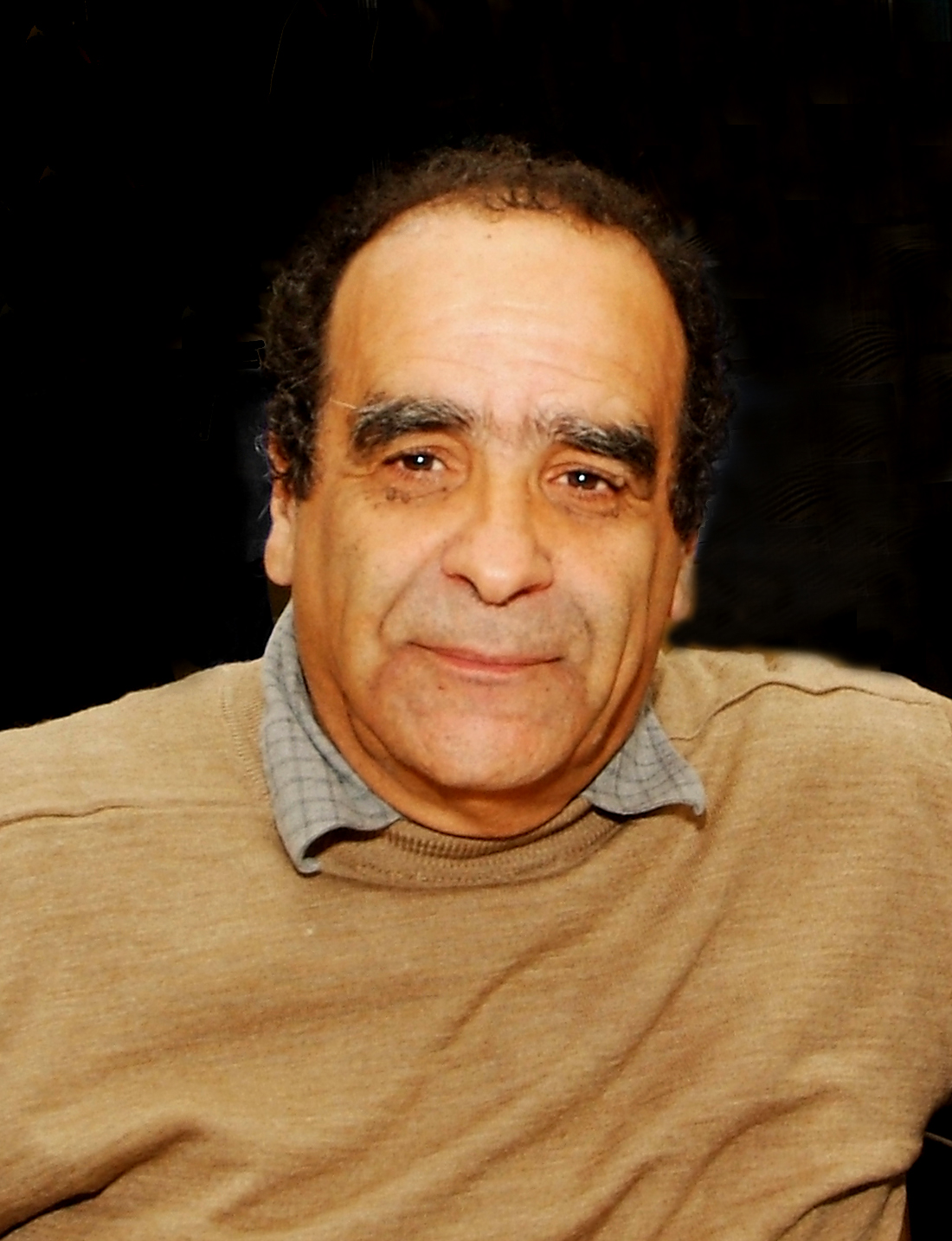
Abdelkader Djemaï au Festival international de géographie en 2005.

Mémoires de nègre (1999) et 31, rue de l’Aigle (1998) font une large place à la métafiction, au travail d’une écriture où le style doit être « précis, clair, efficace. » où « chaque détail aura son importance, chaque mot sera pesé. » Ce « goût prononcé pour le détail, la précision » est, en effet, une des spécificités des textes de Djemaï. 
Camping (2002) est une charnière dans son œuvre avec l’introduction du thème de l’entre-deux, avec des personnages dont les racines sont d’un côté de la Méditerranée alors qu’ils vivent en France - tous ses romans disent d’ailleurs l’imbrication des deux pays et de l’histoire. Cependant, ce n’est pas tant l’exil géographique ou linguistique qui l’intéresse que l’exil intérieur ou l’errance de ses personnages. 
La banalité de leur vie est rendue par un style simple, jamais simpliste, minimaliste, dépouillé qui colle à la vie de ces protagonistes au moment où leur vie bascule. Djemaï tente d’aller au cœur de l’intime, de faire surgir l’essentiel du drame de ses personnages. Aussi bien dans Camping que dans Gare du Nord (2003) Le nez sur la vitre (2004) ou encore Un moment d’oubli (2009) – roman qu’il a voulu franco-français – il cultive l’art de la chute. En cela, malgré l’origine modeste des personnages, on serait tenté de parler de tragédie puisqu'il s’agit d’espoirs, de vies, brutalement interrompus par un enchaînement de faits et d’événements extérieurs aux personnages, des personnages fragiles souvent analphabètes, pour mieux montrer leur peu de prise sur le monde. Il les campe avec tendresse ou humour. Les mettre en scène, qu’ils soient enfants ou vieillards, lui permet également une certaine candeur pour interroger la société dans laquelle il les situe sans se lancer dans un plaidoyer idéologique.
Avec Zorah sur la terrasse ou Matisse à Tanger (2010), La Dernière nuit de l’Emir (2012) et Une ville en temps de guerre (2013), Djemaï entre dans une nouvelle phase, déjà présente de manière implicite dans ses précédents romans. Il passe de l’histoire individuelle à l’Histoire collective. En comparant Sable rouge à Une ville en temps de guerre qui, tous deux traitent de la guerre d’indépendance, on comprend l’évolution de Djemaï : un même thème, un même point de vue – celui d’un enfant – mais dans le second, la part d’espace textuel consacré à la guerre et à la violence, est nettement moindre. Si l’Histoire importe, c’est l’homme qui est central.
Depuis Camus à Oran (1995), on sait son attachement pour sa ville natale qu’il n’a de cesse de recréer, la plupart du temps sans la nommer, pour ses lecteurs. La ville est personnifiée, elle n’est pas une entité abstraite, ce qui donne une dimension véritablement humaine, charnelle, aux drames successifs. L’absence de linéarité lui permet de recréer un monde perdu, peuplé d’odeurs, de goûts que son écriture sensuelle met en valeur.
Djemaï s’applique aussi à replacer les événements dans une histoire plus vaste. Par exemple, dans La dernière nuit de l'Émir, il situe la conquête de l’Algérie et ses acteurs dans un contexte historique plus large - en montrant comment certains de ces acteurs sont liés à d’autres entreprises coloniales. Il en va de même pour Oran toujours placée dans un cadre historique qui dépasse ses confins et celles de l’Algérie. L’interaction entre l’Algérie et la France est elle-même replacée dans un contexte qui englobe le monde entier.

## Distinctions
- Abdelkader Djemaï est chevalier des Arts et des Lettres.

## Œuvres
- Saison de pierres (roman) Alger : SNED, 1986.
- Mémoires de nègre (roman) Alger : ENAL, 1991.
- Un été de cendres (récit) Paris : Michalon, 1995. (Prix Tropiques et prix Découverte-Albert Camus)
- Camus à Oran (récit). Paris : Michalon, 1996.
- Sable rouge (roman). Paris : Michalon, 1996.
- 31, rue de l’Aigle (récit) Paris : Michalon, 1998.
- Mémoires de nègre (roman). Paris : Michalon, 1999.
- Dites-leur de me laisser passer et autres nouvelles. Paris : Michalon, 2000.
- Camping (roman). Paris : Le Seuil, 2002 (Prix Amerigo-Vespucci)
- Gare du Nord (roman). Paris : Le Seuil, 2003.
- Nos quartiers d’été (récit). Cognac : Le Temps qu’il fait, 2004.
- Le Nez sur la vitre (roman). Paris : Le Seuil, 2005 (Prix de la Ville d’Ambronay, Prix Stendhal des Lycéens, Prix littéraire de l’Afrique méditerranéenne/Maghreb)
- Le Caire qui bat (récit). Paris : Michalon, 2006.
- Pain, Adour et Fantaisie (chroniques). Pantin : Le Castor Astral, 2006.
- La Maison qui passait par là (récit). Nancy : La Dragonne, 2006.
- Un Taxi vers la mer (récit). Paris : Ed. Thierry Magnier, 2007.
- Un Moment d'oubli (roman). Paris : Le Seuil, 2009.
- Zorah sur la terrasse Matisse à Tanger (récit). Paris : Le Seuil, 2010.
- La Dernière nuit de l’Emir (récit). Paris : Le Seuil, 2012.
- Impressions d’Algérie (récit de voyage). Paris : La Martinière, 2012.
- Une ville en temps de guerre (récit). Paris : Le Seuil, 2013.
- Histoires de cochon (récit). Paris : Michalon, 2015.
- Nose Against The Glass/Blind Moment (two novellas): , Diálogos Books, 2015
- Mokhtar et le figuier (roman). Paris : Le Pommier, 2022.

### Publications dans des ouvrages collectifs
- Onze écrivains au stade (Co-édition Le Monde-Le Serpent à Plumes, 1999)
- Plumes et Crampons (Table Ronde, 1999 et 2006)
- Dernières Nouvelles de la Terre (Ed. Kruch)
- Quelques songes de Prométhée (Ed. du Rocher, 2001)
- Ma langue est mon territoire (Ed. Eden, 2001)
- Foot, 100 photos (Ed. du Chêne, 2002)
- Petites Agonies Urbaines (Le Bec en l’air, 2006)
- Toi, ma mère (Albin-Michel, 2006)
- Il me sera difficile de venir te voir (Vents d'Ailleurs, 2008)
- Quelles nouvelles de Montreuil (Ed. La Valette, 2008)
- Algéries 50 (Ed. Magellan, 2012)
- Ce jour-là (Ed. Chihab, 2012).
- Comme des Fruits(Ed. Jets D'encre, 2016)